# Głęboczka

Dzielnice i osiedla Kielc, Głęboczka ma na mapie nr 14

Głęboczka – przemysłowo-mieszkaniowa część Kielc, położona w północnej części miasta.
W skład Głęboczki wchodzą ulice: Głęboczka, Krucza, Niewachlowska, Pawia, Podwalna, Robotnicza, Traugutta, Tartaczna, Zamość. W pobliżu przechodzą linie kolejowe Warszawa-Kraków i Kielce-Fosowskie oraz dwujezdniowa droga krajowa nr 74 Wieluń-Zosin (ul. Łódzka). Wśród budynków mieszkalnych (zajmujących niewielką część Głęboczki) dominuje niska zabudowa jednorodzinna.

## Historia
Nazwa Głęboczka po raz pierwszy pojawia się w 1570 roku, wtedy bowiem założono wieś o tej nazwie. Wymienia ją również Inwentarz Klucza Kieleckiego z roku 1645.
Wieś Głęboczka założył w 1570 r. biskup Filip Padniewski na gruntach miejskich, pragnąc zapewnić dworowi swemu w Kielcach lepsze zaopatrzenie w poddaną siłę roboczą. Grunty, na których ta wieś powstała, należały wówczas do mieszczanina kieleckiego, "sławetnego" Marka Ornasia, który za odstąpienie ich otrzymał prawo założenia karczmy w Głęboczce z 2 łanami roli – jednym wolnym zupełnie od ciężarów gruntowych, drugi oczynszowany w wysokości 2 florenów rocznie. Nadto wolno mu było utrzymywać w Głęboczce 3 stawy rybne, łąkę nad Silnicą powyżej stawu w Szydłówku oraz posiadać 20 barci w lasach biskupich. W zamian za to Ornaś został zobowiązany do obsadzenia chłopami w ciągu 2 lat 14 łanów wydzielonych dla Głęboczki. Chałupy miały stanąć pomiędzy miejscami zwanymi Guncerz a Wielgi Przegon. Jako obszar wsi przyjęto pole między sadzawką pod Szydłówkiem a drogą publiczną z Kielc do Kostomłotów, pole "przymiarkowe" od zagajnika Krzetle do miejscowości z dawna zwanej Żebrak. Trzecie pole wytyczone zostało pomiędzy Wielgim Przegonem przez łąki zwane Wielgimi Ługami aż do publicznych ścieżek polnych prowadzących do wsi Szydłówek. Mieszkańcy nowej wsi z tytułu użytkowania gruntu mieli odrabiać po upływie 4 lat wolnizny po 2 dni w tygodniu z każdego łanu bez sprzężaju, czyli pieszo, i opłacać po 12 groszy, a nadto dawać rocznie po 2 kapłony i dziesięcinę z plonów zbożowych.
Wieś (...) opustoszała prawdopodobnie w XVII w., a grunty jej zagarnęli rolnicy z miasta, podobnie jak i grunty wsi Krzetle.
Nazwa wsi Głęboczka jest (...) dosłownym powtórzeniem nazwiska rodziny Głęboczków istniejącej w Kielcach w XVI w.
Od 1930 roku należy do Kielc.